# Великоріченське сільське поселення (Красночикойський район)
Великоріченське сільське поселення (рос. Большереченское сельское поселение) — сільське поселення у складі Красночикойського району Забайкальського краю Росії.
Адміністративний центр — населений пункт Приіск Велика Річка.

## Населення
Населення сільського поселення становить 643 особи (2019; 677 у 2010, 720 у 2002).

## Склад
До складу сільського поселення входять:
| Населений пункт                      | Населення, осіб (2002) | Населення, осіб (2010) |
| ------------------------------------ | ---------------------- | ---------------------- |
| Маргінтуй, село                      | 6                      | 3                      |
| Приіск Велика Річка, населений пункт | 714                    | 674                    |